# مستوى المعيشة

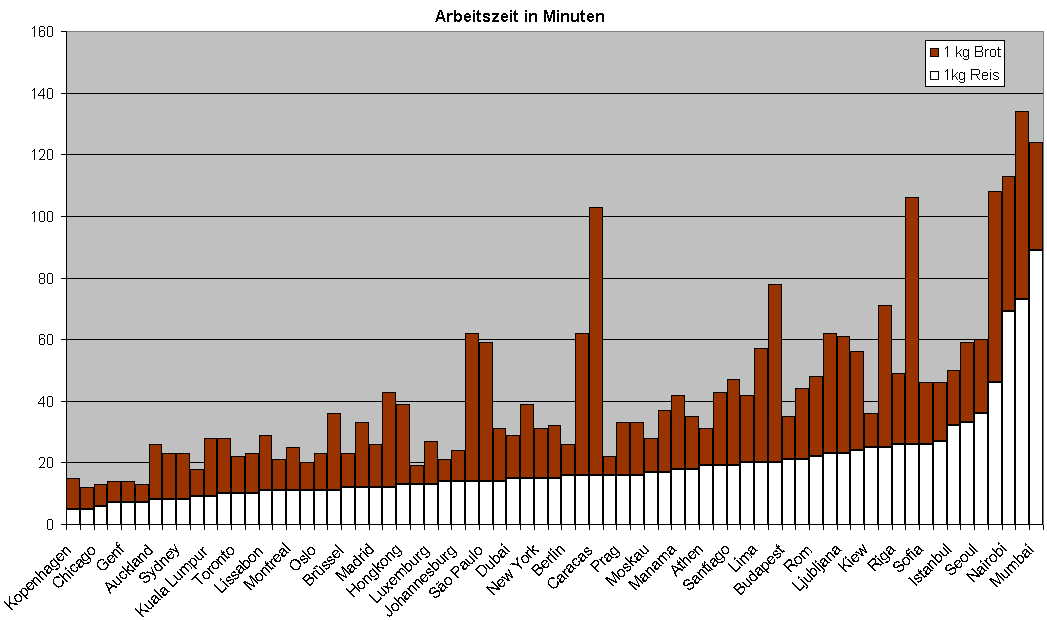

مستوى المعيشة يشير إلى مستوى الثروة، الراحة، السلع المادية والضروريات الموجودة لفئة اجتماعية-اقتصادية في منطقة جغرافية معينة. مستوى المعيشة يحتوي على عناصر مثل الدخل، جودة وتوفر الوظائف، تباين الفئات، مستوى الفقر، جودة المساكن ومستوى القدرة على تحمل تكاليفها، عدد الساعات اللازم للعمل لشراء الضروريات، الناتج المحلي الإجمالي، نسبة التضخم، عدد أيام الإجازات في السنة، توفر أو مجانية الوصول لرعاية صحية جيدة، جودة وتوفر التعليم، متوسط العمر، حوادث الأمراض، تكلفة البضائع والخدمات، البنية التحتية، النمو الاقتصادي القومي، الثبات الاقتصادي والسياسي، الحرية السياسية والدينية، جودة البيئة، الطقس والأمان. المستوى المعيشي يرتبط ارتباطاً وثيقاً بجودة الحياة.
المستوى المعيشي يقاس عموما بمعايير مثل التضخم الحقيقي (التضخم المعدل) دخل الفرد ومستوى الفقر مقاييس أخرى مثل جودة وتوفر الرعاية الصحية، عدم تكافؤ نمو الدخل، الطاقة المتاحة (قدرة الدخل القابل للصرف على شراء الطاقة) وأيضا مستويات التعليم. الأمثلة هي توفر سلع معينة (كعدد الثلاجات لكل 1000 شخص)، أو مقياس الصحة كمتوسط للعمر. هو سهولة حصول الناس الذين يعيشون في زمان واحد أو مكان واحد على ضرورياتهم وحاجياتهم.
فكرة المستوى يمكن أن تناقض جودة الحياة، والتي تأخذ في الحسبان ليس فقط المقاييس المادية للعيش، لكن بعض الجوانب الغير ملموسة التي تشكل الحياة البشرية، مثل الراحة، الأمان، الموارد الثقافية، الحياة الاجتماعية، الصحة البدنية، الجودة البيئية...إلخ. معاني أكثر تعقيداً لقياس الرفاهية يجب أن تطلب لإتخاذ هذا الحكم، وغالبا سياسية ومثيرة للجدل حتى بين شعبين أو مجتمعين لديهم نفس مستويات المعيشة، جودة عناصر الحياة قد تجعل واحد من المكانين أكثر جذبا لفرد أو مجموعة معينة.
على الرغم من ذلك، قد تكون هناك مشكلة حتى مع استعمال متوسطات رقمية لمقارنة مستويات المعيشة المادية، على سبيل المثال مؤشر باريتو (مقياس لإتساع الدخل أو توزيع الثروة) مستوى المعيشة ممكن أن يكون غير منطقي بطبيعة الحال. كمثال، دول لديها مجموعة قليلة، غنية جداً من الطبقة العليا وعدد كبير جدا فقير جدا من الطبيقة المتدنية ممكن أن يكون لديهم مستوى عالي من الدخل حتى مع وجود غالية من الناس لديهم مستويات منخفضة من المعيشة. تنعكس هذه المشكلة في مقاييس الفقر، التي أيضا تميل إلى النسبية. هذا يوضح كيف يموه توزيع الدخل المستوى المعيشي الحقيقي.
كمثال الدولة أ، دولة رأس مالية بشكل كامل وأقتصاد شمولي ومعدل منخفض لدخل الفرد ستقيم بشكل أعلى بسبب انخفاظ الدخل بالمقارنة مع الدولة ب ذات الدخل الفردي العالي، حتى الشريحة الأدنى في الدولة ب لديها دخل فردي أكثر من الدولة أ، مثال من الواقع ألمانيا الشرقية مقارنة بألمانيا الغربية سابقا أو كوريا الشمالية مقارنة بكوريا الجنوبية. في كلا الحالتين، الدولة الرأس مالية لديها دخل منخفض متباين (ويسجل ارتفاعا في هذا الصدد) ، لكن دخل الفرد أقل من الأغلبية العظمى من نظيرتها المجاورة. ويمكن تجنب هذا باستخدام مقياس للدخل في مختلف مقاييس نسب السكان بدلاً من تدبير التفاوت النسبي للغاية ومثير للجدل من إيرادات الإجمالية.